# Norinco
Pour les articles homonymes, voir Norinco (homonymie).
Norinco (China North Industries Corporation, chinois : 北方工业 ; pinyin : Běi Fāng Gōng Yè), est une entreprise publique chinoise fondée en 1980 qui exporte notamment de l'armement fabriqué en république populaire de Chine. Son chiffre d'affaires en 2018 est de 68,1 milliards de dollars américains dont 14,777 dans le domaine de la défense soit 22 %.
Il s'agit de la seconde plus importante société de l'industrie de l'armement de la république populaire de Chine, la 8e plus importante dans le monde pour la production d'armement et la plus importante de Chine. Les effectifs avec plus de 980 000 employés en 2000 sont supérieurs à ceux de l'ensemble du complexe militaro-industriel des États-Unis d'Amérique.
Les armes légères qu'elle commercialise sont ainsi produites dans l'Usine 66 située à Pékin.
Les armes civiles sont importées en Europe par Norconia de Rottendorf en Allemagne.

## Produits
[Quand ?]

### Armes de poing
- QSZ-92 : pistolet d'ordonnance des forces armées chinoises
- M-77B : pistolet d'ordonnance des forces armées chinoises
  - NP-20 : évolution du M-77B
- Pistolet type 54 (et ses variantes) : version sous licence du pistolet d'ordonnance russe Tokarev 33 TT-33.
  - M-201C : évolution du Tokarev 33 comme le FEG 48/Tokagypt en 9 mm para
  - NP17 : version Nickelé du M-201C
- NZ-75 : Copie du Tanfoglio TA 75, et donc CZ 75 de chez Brno CZ-UB
  - NZ-85B : copie du CZ 85 de chez CZUB qui la version ambidextre du CZ75
  - NP-40 : Copie du CZ 75 de chez CZUB en 40 S&W (parfois renommé par l'importateur NC98)
- NP-22 : (ou renommé commercialement NP226 ou NC226 ou NC22 par les importateurs) copie du la 1re version du Sig-Sauer P226 et il y a une version avec Rail
  - NP-34 : (ou renommé commercialement NP228 ou NC228 par les importateurs) copie du Sig-Sauer P228
  - NP-56 : copie du Sig-Sauer P220 avec Rail en .45 ACP
  - NP-58 : copie du Sig-Sauer P226 avec Rail en 40 S&W
- 1911A1 : Copie du M1911A1 militaire en 45 ACP (aux normes strict Mil-Spec ou USGI) soit en version bronzé ou soit en parkérisation
  - M-1911A1C : version compacte du 1911A1
  - NP-30 : version 1911A1 avec un chargeur de 10 coups de grande capacité avec des options sportive.
  - NP44 : Version 1911A1 de grande capacité de 14 coups et des options sport
  - NP-29 : copie du Colt M1911A1 en 9x19mm para.
  - NP-28 : copie du Colt M1911A1 en 9x19mm mais avec une grande capacité
- TT-Olympia : copie du Walther M1936 en 22LR
- M93 : copie du Colt Woodman en 22LR
- NP-18 : copie du FEG P9R lui-même un Mélange de FN GP 35 et S&W M 39.

### Carabines
- JW15 : carabine à répétition manuelle chambrée en .22 Long Rifle.
- JW20 : carabine semi-automatique chambrée en .22 Long Rifle.
- JW21 : carabine à levier de sous garde chambrée en .22 Long Rifle.
- JW25 : carabine à répétition manuelle chambrée en .22 Long Rifle, copie du Mauser 98, version longue.
- JW25a : carabine à répétition manuelle chambrée en .22 Long Rifle, copie du Mauser 98, version courte.
- JW105 : carabine à répétition manuelle chambrée en .222 Remington.

### Fusils
- QBZ-95 : fusil d'assaut de forme bullpup de l'armée chinoise
- QBB-95 : version  fusil mitrailleur du QBZ-95
- QBZ-97 : c'est le fusil d'assaut QBZ-95, mais en calibre 5,56 × 45 mm OTAN
- QBZ-03 : un fusil d'assaut qui depuis 2003 fait partie des armes d'épaule de l'Armée populaire de libération et de la Police armée du peuple
- Type 86S : fusil d'assaut de type AKM (système kalashnikov) de forme Bullpup.
- QBU-88 ou aussi appelé improprement Type 88 : fusil de précision de forme Bullpup
- Norinco M14S ou M305 : copie de la version sportive du M14/M21 dénommé M1A.
- Norinco CQ M311 : copie du M16A1/Colt AR15
- Fusil Type 56 : copie sous licence de l'AK-47 et AKM
- Carabine Type 56 : version sous licence chinoise du SKS 45 russe.
- Fusil d'assaut Type 68 : mélange de AKM et SKS 45 russes.
- Norinco Type 86 (F-M) : copie sans licence du Fusil-mitrailleur RPK. Arme réservée à l'export.
- NDM-86 : version chinoise sous licence du fusil de précision russe Dragonov SVD en calibre d'origine 7,62x54R (Ou 7,62x53R finlandais) ou en .308 Winchester pour la version export
- Norinco YL-1887L : copie modernisé du fusil de chasse Winchester Modèle 1887 (fusil en calibre 12 à levier sous grade).
- Norinco YL-1897 & YL-M97 : copie du trenchgun Winchester M97 (fusil en calibre 12).
- Norinco M9 ou N870 : copie du fusil de chasse Remington 870 en calibre 12
- JW-2000 : fusil de chasse à double canon en calibre 12, 20 et 410
- MAK-90 : version sportive du fusil Type 56 ou AKM en 7,62x39

### Canon
- 23-2K : la version chinoise du canon pour avion Rikhter R-23

### Lance roquettes
- Type 69 RPG : version chinoise du RPG-7 russe

### Véhicules
- Type 63 : char léger
- Type 89 AFV : véhicule de transport de troupes blindé
- Type 90-II : char de combat
- Type 96 : char de combat
- Type 99 : char de combat
- WZ-523 (en) : véhicule transport de troupes
- WZ551 : véhicule transport de troupes